# Максзайн
Максзайн (нем. Maxsain) — община в Германии, в земле Рейнланд-Пфальц. 
Входит в состав района Вестервальд. Подчиняется управлению Зельтерс (Вестервальд).  Население составляет 1105 человек (на 31 декабря 2010 года). Занимает площадь 13,51 км².
Коммуна подразделяется на 2 сельских округа.